# 親巌
親巌（しんごん、仁平元年（1151年）- 嘉禎2年11月2日（1236年12月1日））は、平安時代後期から鎌倉時代前期にかけての真言宗の僧。俗姓は中原氏。京都の出身。随心院大僧正とも称される。

## 略歴
尊念に師事して密教を学び、法住寺の顕厳から灌頂を受けた。東寺長者・随心院初代門跡を経て、嘉承元年（1235年）に東大寺別当に就任した。祈雨法や宮中における安産祈願の祈祷をたびたび行っている。